# Teratohyla pulverata
Espèce
Synonymes
- Hyla pulverata Peters, 1873
- Cochranella pulverata (Peters, 1873)
- Cochranella petersi Goin, 1961
- Hyalinobatrachium petersi (Goin, 1961)

Statut de conservation UICN

 LC  : Préoccupation mineure
Teratohyla pulverata est une espèce d'amphibiens de la famille des Centrolenidae.

## Répartition
Cette espèce se rencontre :
- au Honduras ;
- au Nicaragua ;
- au Costa Rica ;
- au Panamá ;
- en Colombie dans les départements de Chocó et de Valle del Cauca ;
- en Équateur dans les provinces d'Esmeraldas et de Pichincha.

## Description

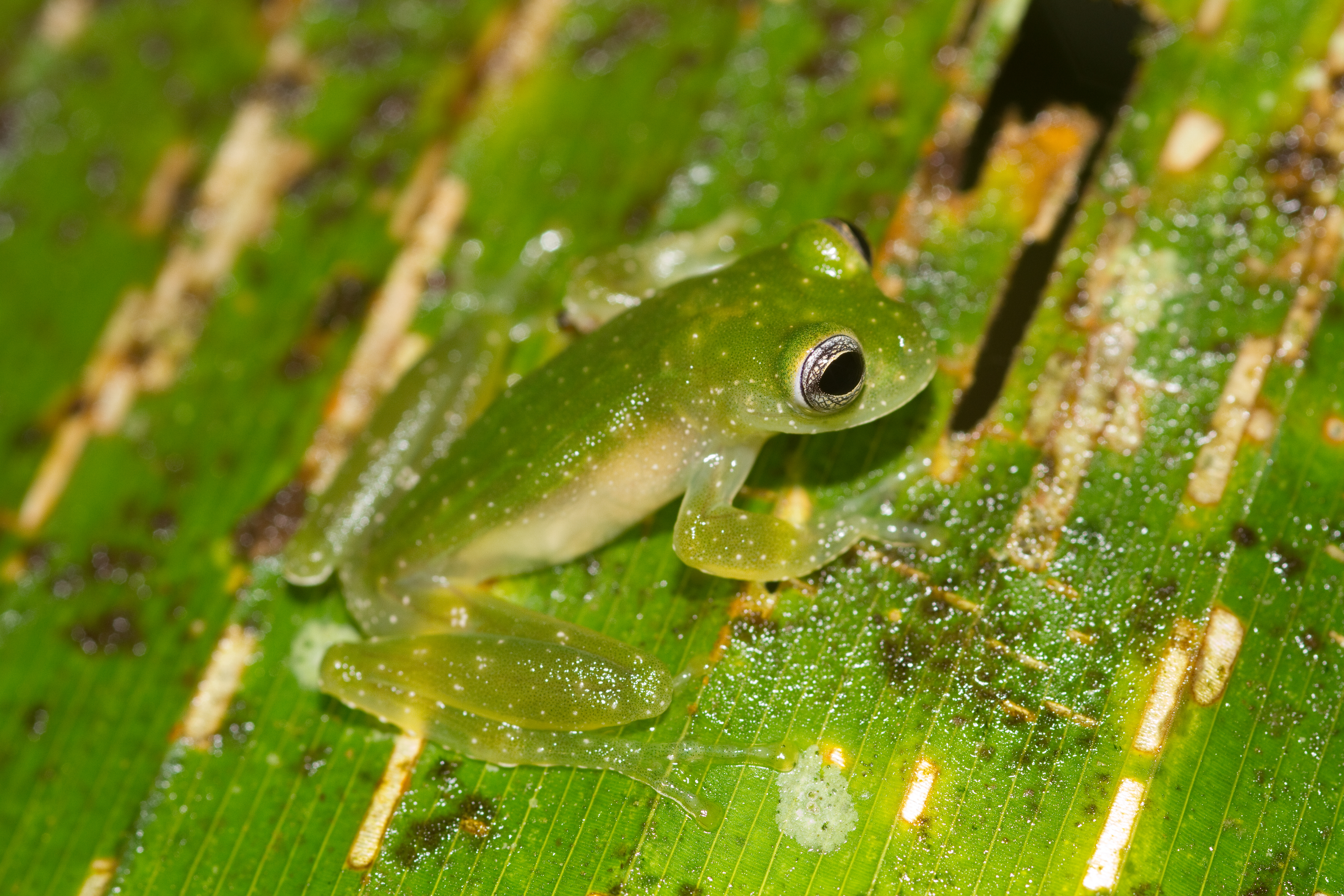
Teratohyla pulverata

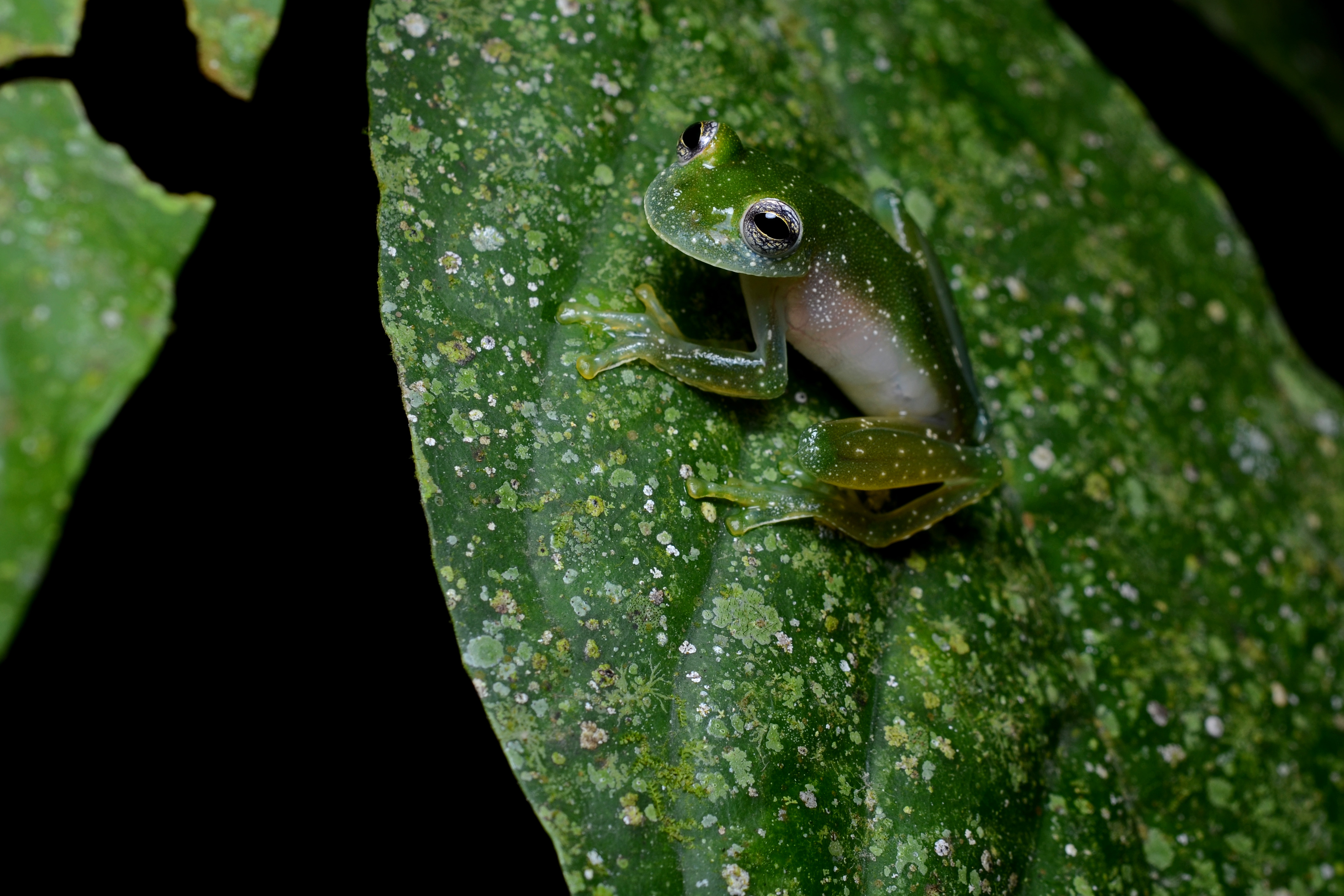
Teratohyla pulverata

Les mâles mesurent de 22 à 29 mm et les femelles de 23 à 29 mm.

## Publication originale
- Peters, 1873 : Über eine neue Schildkrötenart, Cinosternon effeldtii und einige andere neue oder weniger bekannte Amphibien. Monatsberichte der Königlich Preussischen Akademie der Wissenschaften zu Berlin, vol. 1873, p. 603-618 (texte intégral).